# Uplyme
Uplyme – wieś w Anglii, w hrabstwie Devon, w dystrykcie East Devon. Leży 42 km na wschód od miasta Exeter i 216 km na południowy zachód od Londynu. Miejscowość liczy 1700 mieszkańców.